# Её Величества королевский гусарский полк
Её Величества королевский гусарский полк (англ. Queen's Royal Hussars) — тактическое формирование Королевского бронетанкового корпуса Британской армии. Он был образован 1 сентября 1993 года в результате объединения Собственного Её Величества гусарского полка (Queen’s Own Hussars) и Её Величества королевского ирландского гусарского полка (Queen’s Royal Irish Hussars). Полк и его предшественники были награждены 172 боевыми наградами и восемью крестами Виктории. Полк базировался возле ж/д станции Зеннелагер в пределах города Падерборн, Германия, до 2019 года, когда он был передислоцирован в Тидворт, Англия. Находится в составе 20-й бронетанковой бригады.

## История

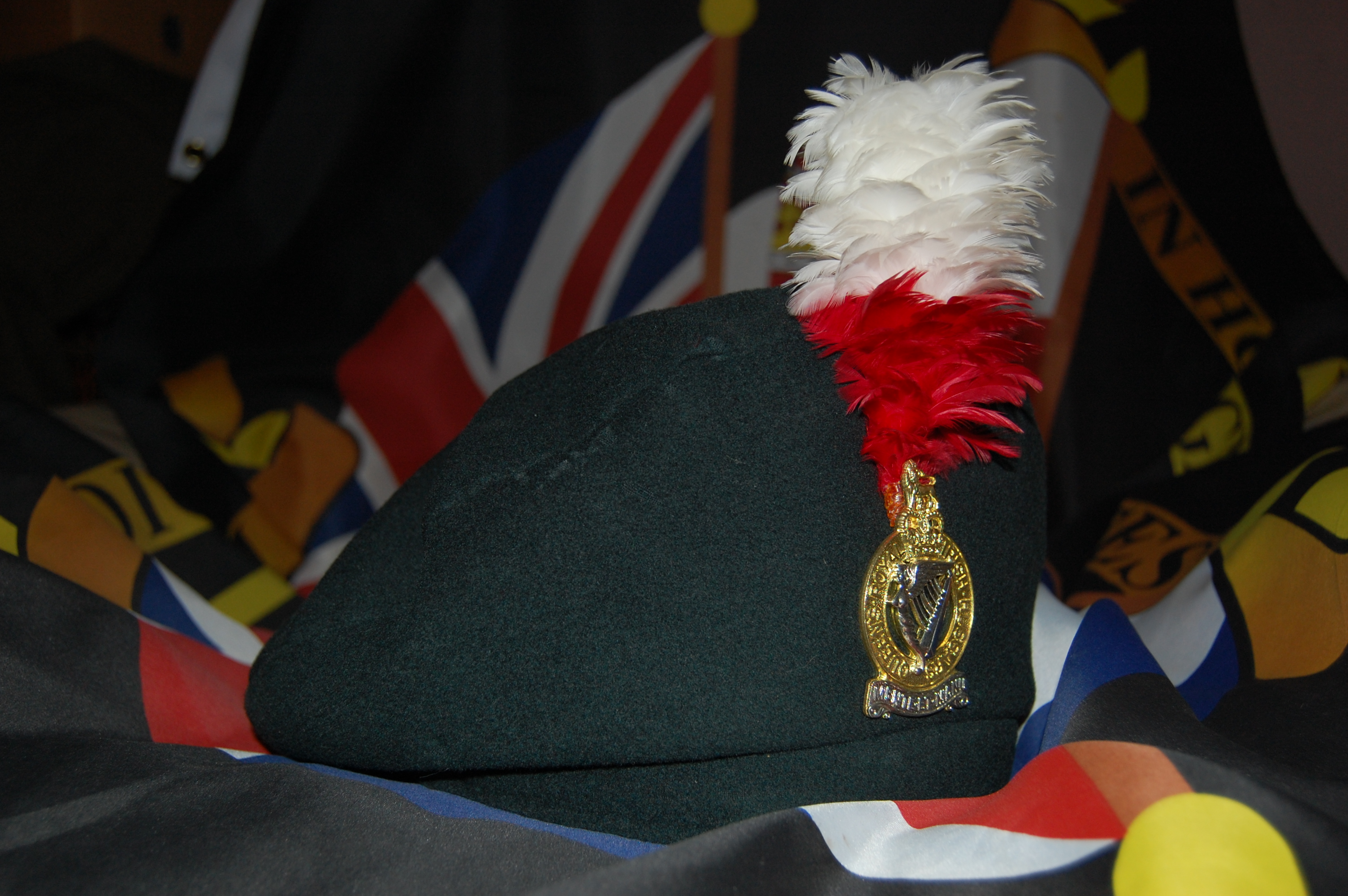
Кепи предшественника полка — Её Величества королевского ирландского гусарского полка.

Её Величества королевский гусарский полк был сформирован в Бад-Фаллингбостеле 1 сентября 1993 года в результате объединения Собственного Её Величества гусарского полка и Её Величества королевского ирландского гусарского полка. Штаб-квартира была сформирована вскоре после этого в казармах Риджентс-Парк в Лондоне, где она находится и по сей день. После объединения полк стал кавалерией следующих областей: Северная Ирландия, Уорикшир, Вустершир, Уэст-Мидлендс, Суррей и Сассекс. В течение короткого времени в полку существовал полковой оркестр, сформированный путем объединения двух бывших полковых оркестров, получивший название оркестра Её Величества королевских гусар. Однако, после реорганизации Армейской музыки, группа была объединена с оркестрами Его Величества королевских гусар и Лёгких драгун, чтобы сформировать Оркестр гусар и лёгких драгун (Band of the Hussars and Light Dragoons), с 1 сентября 1994 года оркестр стал частью нового Корпуса армейской музыки.
Собственные Её Величества гусары, обычно обозначаемые аббревиатурой QOH, были кавалерийским полком британской армии, сформированным в результате объединения 3-го королевского гусарского полка и 7-го королевского гусарского полка в казармах Кандагар в Тидворте в 1958 году.
Её Величества королевские ирландские гусары, сокращенно QRIH, были кавалерийским полком британской армии, сформированным в результате объединения 4-го Собственного Её Величества гусарского полка и 8-го Его Величества королевского ирландского гусарского полка в Хоне, Западная Германия, в 1958 году.
В январе 1996 года этот полк стал первым, который был развёрнут на танках Challenger 1 в Боснии в составе сил НАТО IFOR, возглавляемых Великобританией. В августе 1996 года полк был развёрнут в Северной Ирландии в рамках операции «Знамя», а затем переведён в Атлонские казармы в Зеннелагере в качестве бронетанкового полка 20-й бронетанковой бригады в январе 1998 года. Отдельный танковый эскадрон был развёрнут в Косово в 2001 году, а остальная часть полка была развёрнута позже в том же году в пешем варианте.
В декабре 2003 года полк был вновь развёрнут, на этот раз в Ираке в рамках операции «Телик 3» (Telic 3). Полк получил свой первый Военный крест младшего капрала Кристофера Балмфорта из эскадрона B за его действия во время засады в Басре.
В апреле 2006 года полк был вновь развёрнут в Ираке в рамках операции «Телик 8», а в декабре 2008 года полк был развёрнут в Ираке в рамках операции «Телик 13». В качестве заключительной операции «Телик» Её Величества королевские гусары были непосредственно вовлечены в вывод войск с главной британской базы и провели много часов, сопровождая конвои в Кувейт и из него.
В 2011 году полк был развёрнут в операции «Херрик 15» в качестве наземной боевой группы в Афганистане в роли пехоты: они работали с Афганской национальной полицией, передавая контроль над контрольно-пропускными пунктами.
По возвращении из Афганистана в 2012 году полк был призван обеспечивать безопасность Олимпийских игр в Лондоне. Оставшаяся часть года была использована для возвращения к роли бронетанковой службы. В 2013 году эскадрон C тренировался с 5-м батальоном Стрелков на учениях Bavarian Charger, установленных на Challenger 2. Боевая группа Её Величества королевских гусар, состоящая из 5-го батальона Стрелков и 1-го батальона Королевского полка принцессы Уэльской (1 PWRR), была развёрнута на учениях Prairie Thunder 2 в период с июля по август 2013 года.
В июне 2014 года полк развёрнул эскадрон С для участия в операции «Херрик 20» в Афганистане в качестве группы «Бородавочник». Эта роль включала в себя экипаж бронированных гусеничных машин Warthog и работу с спешенной пехотой из 5-го батальона Стрелков, чтобы уничтожить повстанцев в Гильменде во время вывода британских войск из Кэмп-Бастиона. Они были последними британскими боевыми подразделениями на земле Гильменда.
В 2019 году полк переехал в Тидворт с 20-й бронетанковой бригадой, став старшим из трёх бронетанковых полков британской армии.

## Организация

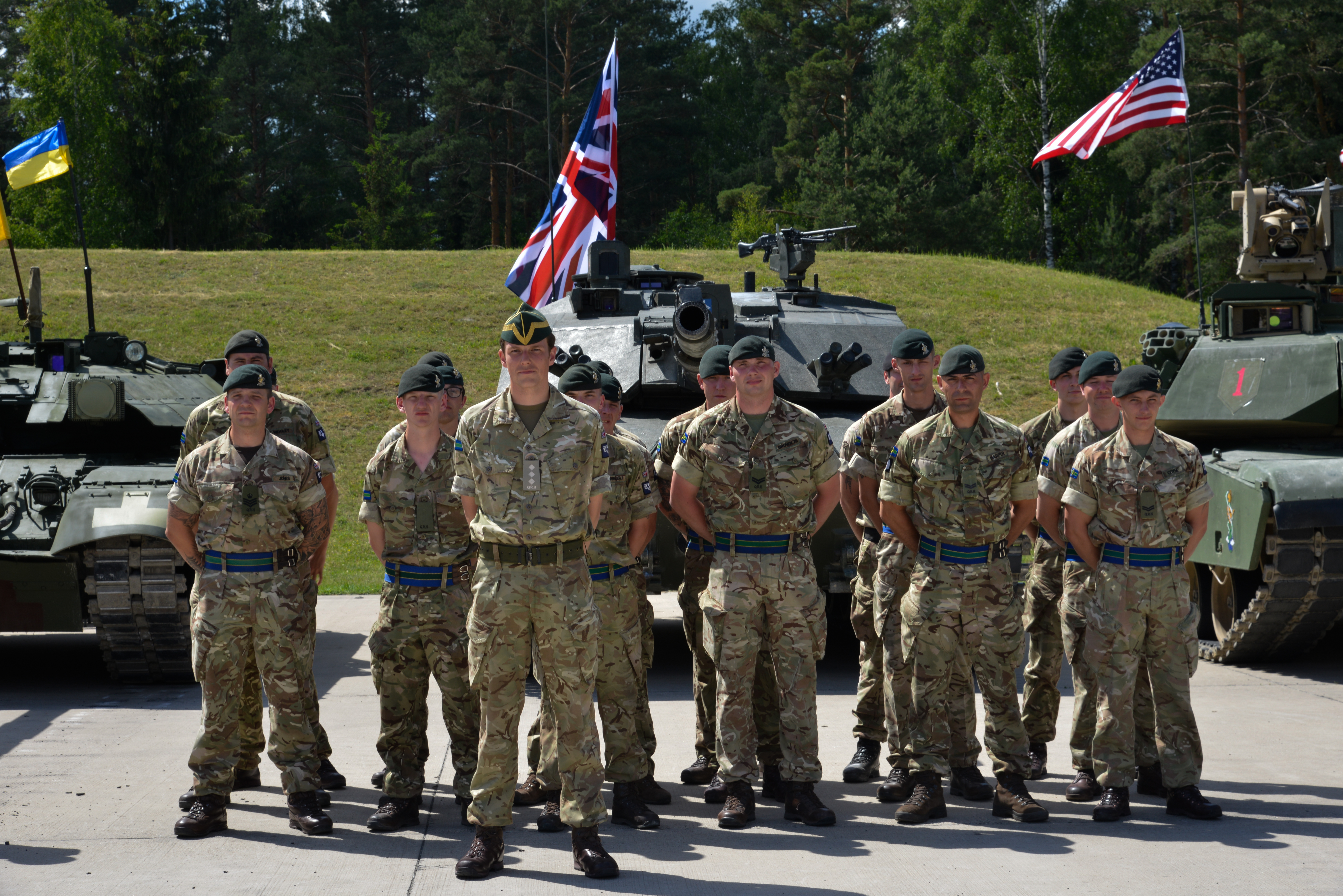
Танкисты полка QRH на открытии танковых соревнований «Сильная Европа». 2 июня 2018.

Полк оснащен 56 танками Challenger 2. Кроме того, полк также располагает взводом (troop) ближней разведки, оснащенной восемью БРМ FV107 Scimitar.
- Штабной эскадрон
- Эскадрон A
- Балаклавский эскадрон B (преобразован в разведывательный эскадрон в октябре 2020 года, ранее был бронетанковым эскадроном)
- Эскадрон C
- Эскадрон D

## Шефы
- 1993—2002: королева Елизавета II
- 2002—2021: принц Филипп, герцог Эдинбургский

## Музеи
В полку было два музея:
- музей Собственных Её Величества гусар располагался в больнице лорда Лейчестера в Уорике, пока он не закрылся.
- Музей Её Величества королевских ирландских гусар располагался в крепости Редут в Истборне до его закрытия.

Весной 2022 года в доме 1 по адресу Тринити-Мьюз, Уорик, должен открыться новый полковой музей.

## Традиции

### Полковые цвета
Цвета следующие:
- Синий (Garter Blue): основной цвет полка — синий. Это относится к тому времени, когда Драгунский полк королевы-консорта (Queen Consort’s Regiment of Dragoons), позже 3-й гусарский полк, носил ливрею королевы с голубыми шляпами с подвязками и перьями. С тех пор он постоянно используется.
- Зелёный: использование зелёного цвета восходит к 1748 году, когда он был основным цветом Драгунского полка принцессы Анны Датской (Princess Anne of Denmark’s Regiment of Dragoons), позже 4-го гусарского. Он связан с Северной Ирландией, которая остаётся районом вербовки рекрутов для полка. Офицеры и старшие чины носят зелёные джемперы, а все чины носят зелёные береты. Офицеров можно отличить по их отличительной форме-палатке (единственный элемент армейского головного убора, который носят без значка на фуражке, кроме как с боевой формой).
- Желтый: традиционный цвет лёгкой кавалерии — жёлтый, который использовался всеми предшественниками полка.

### Полковые дни
Следующие дни отмечаются как дни боевой славы:
- Деттинген 27 июня
- Балаклава 25 октября
- Эль-Аламейн 2 ноября

Также отмечается День святого Патрика.

## Преемственность
| 1881 Реформы Чайлдерса                                                                        | 1957 Официальный документ по обороне 1957 года                                    | 1990 — сегодня                                                   |
| --------------------------------------------------------------------------------------------- | --------------------------------------------------------------------------------- | ---------------------------------------------------------------- |
| 3-й собственный Его Величества гусарский полк (3rd The King’s Own Hussars)                    | Собственный Её Величества гусарский полк (The Queen’s Own Hussars)                | Её Величества королевский гусарский полк (Queen’s Royal Hussars) |
| 7-й собственный Её Величества гусарский полк (7th Queen’s Own Hussars)                        | Собственный Её Величества гусарский полк (The Queen’s Own Hussars)                | Её Величества королевский гусарский полк (Queen’s Royal Hussars) |
| 4-й собственный Её Величества гусарский полк (4th Queen’s Own Hussars)                        | Её Величества королевский ирландский гусарский полк (Queen’s Royal Irish Hussars) | Её Величества королевский гусарский полк (Queen’s Royal Hussars) |
| 8-й Его Величества королевский ирландский гусарский полк (8th The King’s Royal Irish Hussars) | Её Величества королевский ирландский гусарский полк (Queen’s Royal Irish Hussars) | Её Величества королевский гусарский полк (Queen’s Royal Hussars) |

## Старшинство
| Старший полк Королевский драгунский гвардейский полк | Кавалерийский порядок старшинства | Младший полк Королевский уланский полк |